# Radlinger János
Radlinger János (1765 körül – Ganna, 1798. február 14.) római katolikus plébános.

## Élete
Pesti származású, 1787-től 1790-ig a pesti központi szeminárium növendéke, 1793-ban Mágocson volt káplán, 1794-től 1797-ig Láziban, 1798-ban Gannán (Veszprém megye) plébános, ahol azon év február 14-én meghalt 33 éves korában.

## Munkái
1. Epicedium quo Augustino Hlaváts, amico quondam suo parentat VI. id. Nov. 1789. Pest (költemény)
2. Ad belli clarissimos duces, patriaeque vindices, de Coburg et Hohenlohe, quum augusta amborum princIpum nomina triumphali Hungariae monimento insererentur ab amore patriae in ephemeridibus Hungaricis 1789. Uo.
3. Andenken der Einnahme Belgrads den 7. October 1789. und der den 25. g. M. in des k. k. Freistadt Pest vorgenommenen Dankes von den Zöglingen im k. k. G. Seminarium. Uo.
4. Auch ein lyrischer Gesang an Friedrich Freyherrn von der Trenck, von einem Bürgersohne in Pest. Uo., 1790
5. Eine putriotische Frage und Antwort bei Gelegenheit des eingesandten Reichs Diploms. Aus dem Ungarischen übersetzt. Uo., 1790 (Horváth Ádám munkája)
6. Sacrae apost. coronae et ceterorum regni Hungariae clenodiorum in regia Budensi adventus in publicum reverentiae monumentum, celebratus ab … 9 id. Febr. 1790. Uo. (költ.)
7. Veri Hungariae civis imago. Occasione redditus de regni comitiis Dni Davidis Zsolnai in debitae venerationis monimentum carmine descripta XVI. Calend. April. (Veszprém)